# Râul Vulcănița, Vulcana
Râul Vulcănița este un curs de apă, afluent pe partea dreapta al râului Vulcana.